# Коленко, Борис Захарович
Борис Захарович Коленко (20 апреля (2 мая) 1856 — 4 декабря 1946) — русский и советский минералог, петрограф и педагог, профессор Московской горной академии. Одним из первых исследовал электрические свойства кварца, дал детальное описание прибайкальских кристаллических пород.

## Биография
Родился в Кишинёве в 1856 году. Его отец, Захар Васильевич Коленко был директором гимназий в Херсоне и Екатеринославе. Старший брат, Владимир Захарович Коленко, известный российский государственный деятель, Иркутский, Якутский, Вологодский и Воронежский губернатор.
В 1875 году Борис Коленко окончил с золотой медалью Екатеринославскую гимназию и поступил на естественное отделение физико-математического факультета Санкт-Петербургского университета. Специализировался на кафедре геологии. После завершения учёбы был оставлен на кафедре «для подготовки к профессорскому званию»; затем около двух лет стажировался в Страсбургском университете.
По возвращении в Россию защитил диссертацию на степень магистра минералогии и геодезии, но решил оставить университет и заняться практической деятельностью. Преподавал в реальных училищах и гимназиях географию и естествознание, физику, химию и естественную историю во Владикавказе, Екатеринодаре, а также в Пятигорске, куда его назначили в 1889 году директором классической прогимназии. Затем он стал директором Кутаисского реального училища. Но он никогда не оставлял научной работы в качестве геолога.
В 1902 году был переведён в Петербург на должность директора 10-й мужской классической гимназии, получил чин действительного статского советника. 
Во время событий 1905 года поддержал замешанного в революционном движении молодого геолога и преподавателя С. А. Яковлева, вследствие чего в 1907 году, в год 30-летия его деятельности в области народного образования, был уволен «за порочащие его связи с антиправительственными силами».
Был большим любителем шахмат, после возникновения в январе 1904 году Петербургского шахматного собрания был избран его председателем и возглавлял шахматное общество до 1907 года. В Санкт-Петербурге проживал по адресу Малодетскосельский проспект, 17.
Осенью 1907 года Б. З. Коленко был приглашён Забайкальской железной дорогой в качестве геолога для изучения разрезов по Кругобайкальской дороге и как педагог - для заведования разными просветительными учреждениями Управления этой дороги. Проработал там два года, включая командировку за границу для изучения мероприятий по охране горных дорог. После этого решил всецело посвятить себя науке, поселившись в Ревеле. По командировке Минералогического общества ездил в Забайкалье для продолжения начатых в Восточной Сибири петрографических исследований. 
С началом Первой мировой войны переселился в Москву, где сотрудничал с минералогическим кабинетом университета по проведению анализов и других лабораторных работ. После 1917 года состоял учёным секретарём Горно-технического совета при ВСНХ и работал в Научно-исследовательском институте минерального сырья (ВИМС) старшим петрографом.
Преподавал в Московской горной академии с момента основания вуза в 1918 году. В 1924 году врачи запретили ему продолжать преподавательскую деятельность в связи с сильно pазвившимся склерозом сосудов головного мозга. Однако учёный продолжил работать дома, где непрерывно трудился в качестве консультанта, рецензента, редактора и, кроме того, обрабатывал очень большой материал шлифов, поступавший к нему от различных лиц и учреждений. В годы войны отказался эвакуироваться и безвыездно находился в Москве.
В мае 1946 года геологическая общественность Москвы широко отметила девяностолетний юбилей старейшего петрографа и минералога страны. Через семь месяцев, 4 декабря 1946 года, Борис Захарович Коленко скончался.

## Научная и педагогическая деятельность
Ещё во время учёбы в университете, в 1877 г. была объявлена была конкурсная тема по геологии "Опытный путь в исследовании метаморфизма горных пород". Б.З. Коленко написал сочинение на эту тему, которое было удостоено золотой медали университета и зачтено как кандидатское. К моменту выпуска состоял членом Русского минералогического общества и членом Общества естествоиспытателей при Петербургском университете. 
Во время стажировки в Страсбургском университете занялся изучением свойств кварца. Одним из первых выяснил распределение электрических свойств этого минерала в зависимости от его кристаллического строения. Исследования Б.З. Коленко привели к ряду интересных выводов, которые в практике оказались чрезвычайно ценными и нашли большое применение в медицине, радиотехнике, подводной сигнализации и других областях. По возвращении в 1884 г. защитил диссертацию на степень магистра минералогии и геодезии на тему: «Полярное электричество кварца по отношению к его кристаллографической форме». Диссертация обратила на себя внимание, Одесский университет предложил Б.З. Коленко вакантную кафедру минералогии, но по независящим от учёного причинам назначение не состоялось.
Во время преподавательской работы в гимназиях на юге России по поручению ученых обществ и собственной инициативе производил научные геологические исследования в Заонежье, Олонецкой губернии, в Верхнеднепровском уезде Екатеринославской губ., в Кубанской области, на Черноморском побережье Кавказа и в районе Малого Кавказа. В Пятигорске перевел и издал уникальный труд Германа Абиха «Геология Армянского нагорья».
Во время работы на Забайкальской железной дороге много сделал там для правильной постановки бурения на воду и других гидрогеологических исследований. Работал как петрограф и собрал материал для своих «Петрографических эскизов по кристаллическим изверженным и метаморфическим породам Прибайкалья». В 1913 году прочитал в Минералогическом обществе доклад по результатам проведённой работы и сделал на эту тему сообщение в печати. Дал детальное описание прибайкальских кристаллических пород, выяснив их генетические взаимоотношения и доказав содержание в них ортита и некоторых других неизвестных ранее минералов.
В Московской горной академии был избран членом ее Научно-исследовательского института, занимался оборудованием минералогического кабинета. Читал курс общей геологии, кроме того, читал краткий курс минералогии и кристаллографии, петрографии и курс рудных месторождений на металлургическом факультете. Неоднократно замещал проф. Федоровского по курсу минералогии на геолого-разведочном факультете.
В последние 18 лет активно работал и описал огромный материал шлифов метаморфических и массивно кристаллических пород Северного Урала, собранных В. А. Варсанофьевой, и материалы из сборов Е. Д. Сошкиной, работавшей в более северных частях Уральского хребта в верховьях Щугора и Подчерема.
Для всех его работ характерен, по выражению Д.С. Белянкина,  «всесторонний охват изучаемого предмета, изящество и точность работы, логичность и убедительность теоретических построений».

## Избранные труды
- Опытный   путь   исследований  вопроса   с   метаморфизме   горных   пород. Кандидатское сочинение. 1878 г.
- Предварительный отчет о геологических изысканиях в Олонецкой губернии.
- Die Pyroelektricitat   des  Quarzes  in  Bezng  auf ein Krysfallographisches System.
- Геологический очерк Заонежья ("Западное Минералогическое Общество", том XII).
- Mikroskopische   Untersuchung   einiger   Eruptivgesteine   von   der   Banks-Halbinsel, Neu Zeeland. Neues Jahrb. f. Mineralogie, 1885.
- Полярное электричество кварца по отношению к его кристаллографическому характеру. Гемиморфизм, гемиэдрия. С.-Петербург, 1884.
- Геологический очерк Заонежья. Материалы для геологии России, 1885.
- Pseudomorphose v. Hornblende nach Olivin. N. Jahrbuch f. Mineralogie, 1885.
- Eruptivgesteine von der Banks-Halbinsel, New-Iceland" ("N. Jahrb. f. Min., Geol. u. s. w.", 1885).
- Перевод монографии Г. Абиха «Геология Армянского нагорья». Записки «Кавказского отдела Императорск. русского географ. о-ва, книжка XXII под редакцией Б. 3. Коленко. 1902.
- Андезит и обломочные породы в окрестностях Цагверы в долине Гуджа-ретисцхалы (Трналетские горы), т. XXXV, вып. 1; Тр. импер. С.-Петербургского о-ва естествоиспытателей. 1904.
- Петрографические эскизы.  I. Перидотит Крутой губы. Записки императ. Минер. о-ва, 2 серия,  1916.
- Петрографические эскизы. И. Плагиоклаз-кальцитовыи микронегматоид. Вестник М. Г. А., l, №2,   1922.
- Петрографические эскизы. III. Кордьеритовые гранулиты и келифитовая структура. Труды института прикладной минер. и металлургии, ВЫПУСК 24, 1926.
- Петрографические эскизы. Породы обнажений на Кругобайкальской железной дороге: 4. Кристаллические известняки и кальцифиры Белой выемки. — М., 1929.